# Bar Buka

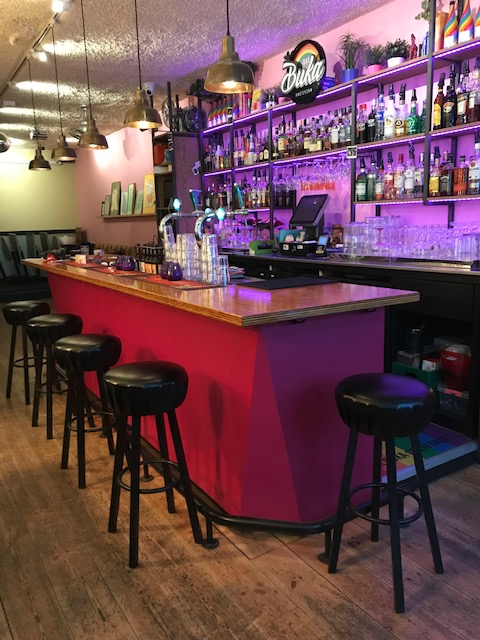
Bar in Bar Buka (2021)

Bar Buka is een vrouwencafé in Amsterdam, sinds 2019 gevestigd aan de Albert Cuypstraat 124 in De Pijp.

## Oprichting
Bar Buka werd op 1 maart 2019 officieel geopend door eigenaresse Marianne van der Wildt. Nadat een doorstart van de Vivelavie uitbleef en deze in juni 2017 gesloten werd, was Saarein nog het enige overgebleven vrouwencafé in Amsterdam. 
De in Indonesië geboren Van der Wildt besloot in het gat te springen dat de Vivelavie achterliet en opende in De Pijp haar nieuwe bar, die in eerste instantie gericht is op vrouwen die op vrouwen vallen. De naam Buka betekent "open" in het Indonesisch, waarmee de eigenaresse wil benadrukken dat iedereen er welkom is.

## Karakter
Het logo van Buka bevat de kleurrijke regenboogvlag en de bedrijfskleding en producten op het menu komen van vrouwelijke ondernemers. Er is een terras, een bar, een loungehoek en een regenboogvloer achter de bar, die werd bekostigd door middel van een crowdfundingsactie. In het weekend worden de tafeltjes aan de kant geschoven, waardoor bezoekers ook ruimte hebben om te dansen. Aan de wand worden werken van vrouwelijke kunstenaars tentoongesteld, die steeds na enkele maanden gewisseld worden. 
Bar Buka organiseert evenementen rond bepaalde thema's of voor specifieke doelgroepen, zoals een feest tijdens Pride Amsterdam, het vertonen van voetbalwedstrijden of speeddaten voor queer vrouwen in bepaalde leeftijdscategorieën. Ook worden er Latijns-Amerikaanse danslessen aangeboden, speciaal gericht op vrouwen en non-binaire personen. 